# Tonkawa
Tonkawa (Titskanwatitch, Tickanwatic, Titskan Watitch), pleme američkih Indijanaca, porodice Tonkawan, naseljeno u prošlosti na ravnicama središnjeg Teksasa, a danas u Oklahomi s Ponca Indijancima. Tonkawe zajedno s plemenima Mayeye, Ervipiame i Yojuane, te nekim manjim skupinama čine porodicu koja po njima dobiva ime. 
Tonkawe su bili nomadsko pleme lovaca na bizone koje je lutalo prerijama južnog Teksasa, i najpoznatije zbog svojeg kanibalizma zbog čega su ih susjedna plemena izbjegavala. Tonkawe su bili čuveni ratnici naoružani lukom i strijelom i kopljima, kao i vatrenim oružjem kojeg su dobili dolaskom bijelaca. U bitkama su nosili kožnate kapute i kape ukrašene rogovima i perjem, a ratovali su s plemenima sve od Apača do Caddoa.  Godine 1855. Tonkawe su preseljeni na rezervat Lower Reservation a 1859. sele na rijeku Washita na Indijanskom Teritoriju. Noću 25 listopada 1862. godine grupa Tonkawa kampira blizu današnjeg grada Anadarko u Oklahomi. Indijanci Caddo, Shawnee, Delaware, Comanche i još neki pod zaštitom noći napali su na njihov logor i pobili 137 muškaraca, žena i djece, od njih tri stotine koliko ih je ukupno bilo. Preživjeli Tonkawe morali su na koncu potražiti novi dom u Fort Griffinu, gdje su pod zaštitom Teksašana s kojima su bili u prijateljskim odnosima, i za koje su ovi svojevremeno radili kao skauti u borbi protiv Komanča. Ovo borbeno pleme 1884. godine imalo je svega devedeset-dvije duše, i premješteni su na agenciju Oakland blizu gradića Ponca. Godine 1908. preostalo ih je četrdeset-osam uključujući i nekoliko Lipan žena koje su bile udane kod njih. U suvremeno doba, prema NAHDB-u, Tonkawa Indijanaca ima oko 1,000 u Oklahomi te nešto u Teksasu pod imenom Titskanwatitch.

## Ime
Ime Tonkawa, jedinog preživjelog plemena porodice Tonkawan, prema Gatschet (1891), dolazi iz jezika Waco Indijanaca i znači "they all stay together."  R. E. Moore kaže da ovo ime znači  "the people of the Wolf", i da su potomci mitskog vuka. Sami sebe zovu Títskan wátitch ili  'Most Human of People' . Ostali nazivi kojim su ih prozvali njihovi susjedi prozivaju ih za ljudožderstvo. Indijanci Kiowa nazvali su ih Kádiko, moguće od Kúikogo, u značenju "man-eating men" (Gatschet), a kopiraju ih i Komanči koji su od Kiowa naziva u svom izgovoru napravili Kariko. Kiowa naziv je i K`inähi-píäko, bukvalno "maneaters". Kod ranih Francuza postojao je naziv Konkoné ili Komkomé, za koje Swanton drži da je označavao Tonkawe, dok Thomas N. Campbell povodeći se za španjolskim izvorima, drži da se radi o nekom drugom plemenu, jer su Konkone živjeli u području nešto sjevernije ili sjeveroistočnije od zaljeva Matagorda, a Tanquaay Indijanci, kako ih nazivaše Španjolci, živjeli su mnogo sjevernije. Kod plemena Komanča uz već navedeni postojao je i naziv Némeréxka (Swanton ga ne prevodi), a kod Šajena Miúxsen. 

## Etnografija
Tonkawe su bili organizirani po klanovima koji po njihovom vjerovanju vuku porijeklo od neke životinje ili duha koji je njihov zaštitnik. Pleme Tonkawa potječe od mitskog vuka, a Wolf Dance njihova je najvažnija ceremonija koju održavaju u velikoj 'vučjoj kolibi', i ikada se ne održava u prisutnosti stranih osoba. -Ostale plesne svečanosti su  "scalp dance", "hold-shield" dance, "buffalo dance", "deer dance", "wild hog dance", ženki ples "turkey ceremony", koju žene plešu u krugu, ples "singing all around", "dance of the short steps", i "sun dance", ali ešto drugačiji nego kod sjevernijih prerijskih plemena. 
Nastambe Tonkawa mogle su biti kolibe, wickiup oblika kupole i od drvenog kostura, prekriven travom, kožama i sl.,  kao i tepee-šatori.
Svoja tijela i lica su tetovirali. Crnim linija oslikavali su svoje tijelo, slično kao što su to činili i Indijanci Karankawa, Wichita i Jumano.

## Vanjske poveznice
- R. E. Moore, The Tonkawa Indians
- Tonkawas: Indians of Central Texas  Arhivirana inačica izvorne stranice od 13. svibnja 2008. (Wayback Machine)
- Tonkawa Indians  Arhivirana inačica izvorne stranice od 28. rujna 2007. (Wayback Machine)
- Tonkawa Tales